# Amos y Andrew
Amos y Andrew es una película de 1993 protagonizada por Nicolas Cage y Samuel L. Jackson, filmada en los alrededores de Wilmington, Carolina del Norte.

## Trama
Cuando Andrew Sterling, un exitoso novelista de color, compra una casa de vacaciones en un resort en Nueva Inglaterra, la policía local erróneamente le confunde con un ladrón. Después de rodear su casa, el Jefe Tolliver se percata de su error y para evitar la mala publicidad, le ofrece un trato a un ratero que está en los calabozos, Amos Odell. Le propone que entre en la casa y tome a Andrew como rehén, pida un rescate por liberarlo y le deje ir. Para poderse escapar, Amos lo toma como rehén realmente. A partir de ahí, se suceden los gags teniendo de protagonistas a Amos y Andrew, a los ineptos policías locales y la prensa local, que ha acudido al lugar del secuestro.

## Reparto
- Nicolas Cage.... Amos Odell
- Samuel L. Jackson.... Andrew Sterling
- Dabney Coleman.... Jefe Cecil Tolliver
- Michael Lerner.... Phil Gillman
- Margaret Colin.... Judy Gillman
- Brad Dourif.... Agente Donnie Donaldson
- Chelcie Ross.... Agente Earl